# 阿部真人
阿部 真人（あべ まさと、1984年6月14日 - ）は、研究者。専門は数理生物学・複雑系・複雑ネットワーク。
学位は博士（学術、東京大学、2015年）。同志社大学文化情報学部准教授。理化学研究所革新知能統合研究センター 客員研究員。
学生時代の指導教官は嶋田正和、曽祖父は阿部余四男。

## 人物
宮城県岩沼市出身。赤緑色覚異常で、肉に火が通っているかどうかわからない。
漫画を読むことが趣味であり、 好きな漫画家は、諸星大二郎、大友克洋、藤子・F・不二雄、手塚治虫、五十嵐大介、弐瓶勉、幸村誠、岩明均、福本伸行、秋本治、榎本俊二、石黒正数、福満しげゆき、山本直樹、鶴田謙二、沙村広明、宮崎夏次系、町田洋、漫☆画太郎など。
趣味は料理で、ラーメン作りは寸胴で鶏ガラ、野菜などを煮込みスープ作りにこだわる。また、カレーはスパイスから作るというこだわりがある。
小学生の頃、研究者だった父親が『ムー』（学研）を読んでいるのを読み、夢中になったが、高校生の頃にネタ雑誌として扱われているのを知って愕然とした。父は『ムー』好きが高じて小説を書き、第一回ムー・ミステリー大賞に応募したところ受賞し（タイトル「DNAは宇宙の支配者か」）、賞金を真人の出産費用にした。
2021年、初の著作「データ分析に必須の知識・考え方統計学入門」がamazon確率・統計分野1位を獲得。

## 略歴
- 2003年 - 宮城県 仙台第一高等学校 卒業
- 2009年 - 東京大学 教養学部 広域システム科学科 卒業
- 2011年 - 東京大学大学院 総合文化研究科 広域科学専攻 修士課程修了
- 2011-2014年 - 日本学術振興会　特別研究員 DC1
- 2015年 - 東京大学大学院 総合文化研究科 広域科学専攻 博士課程修了
- 2015-2017年 - 国立情報学研究所 JST ERATO 河原林巨大グラフプロジェクト 特任研究員
- 2017-2022年 - 理化学研究所 革新知能統合研究センター 研究員
- 2022年 - 同志社大学文化情報学部 助教
- 2025年 - 同志社大学文化情報学部 准教授

## 受賞
- 第16回（2021年度）日本数理生物学会 研究奨励賞

## 著作
- データ分析に必須の知識・考え方統計学入門（ソシム、2021年）
- 訳著『Python, Rで学ぶデータサイエンス』  （著：Chantal D. Larose, Daniel T. Larose  東京化学同人、2020年）
- 共著『Rで学ぶ統計学入門』（嶋田正和との共著、東京化学同人、2017年）